# Testamento de Job
El Testamento de Job es una obra apócrifa compuesta probablemente en Egipto a finales del siglo I d. C.. El más antiguo de los manuscritos que sobrevive está en cóptico, y es del siglo V d. C.; otros manuscritos están en Griego y Eslavo Antiguo.
Está escrito a la manera de un cuento tradicional, concretamente en el estilo Judío haggada, y se basa en el Libro de Job haciendo de Job un rey de Egipto. Como muchos otros Testamentos se le da al mismo un marco narrativo a partir de un fragmento de la última enfermedad de Job, en el cual llama a sus hijos e hijas para darles sus últimas instrucciones y exhortaciones. El Testamento de Job contiene a todos los personajes familiares del Libro de Job, con un rol más prominente de la esposa de Job, llamada aquí Sitidos, y que tiene muchos paralelos con creencias cristianas; ya que se puede encontrar una intervención de Dios perdonando.